# موریانه‌خوار
موریانه‌خوار یا خوک خاکی (به انگلیسی: Aardvark)، جانوری میان‌جثه، شب‌زی و بومی آفریقا است. قلمرو این حیوان سراسر آفریقای مرکزی جنوبی را در بر می‌گیرد.
موریانه‌خوار پستانداری شب‌فعال و یگانه‌گونه از راستهٔ لوله‌دندان‌سانان است. در آفریقای جنوبی و مرکزی زندگی می‌کند. جانوری ترسو و بی‌دفاع است و تقریباً به اندازهٔ خوک، اما سری کشیده و پوزه‌ای شبیه به آن دارد. گوش‌هایی بزرگ با موهای پراکنده، دمی کلفت و پاهایی کوتاه دارد. این جانور با پاهای جلویی و پنچه‌دار خود به سرعت زمین را حفر می‌کند. روزها را در حفره می‌گذراند و شب‌ها به لانهٔ موریانه‌ها و مورچه‌ها حمله می‌کند. این جانور با زبان بلند و چسبناک خود این حشرات را با لیس‌زدن شکار می‌کند. دندان‌های بدون مینای این جانور انحصاری و علت اصلی قرار دادن این جانور در راسته‌ای جداگانه است. پس از رشد کامل، طولش به ۱/۵ متر می‌رسد و زبانش ۳۰ سانتی‌متر طول دارد.
اگر او را در جایی دور از لانه‌اش رها کنید، با سرعت شگفت‌آوری برای خود سوراخی حفر می‌کند. «آردوارک» واژهٔ آلمانی به معنای «خوک زمینی» است.